# 衢州市广播电视总台
衢州市广播电视总台是中华人民共和国浙江省衢州市的广播电视播出机构，2005年由原衢州电视台、衢州人民广播电台等机构组建。现有2套电视频道、2套广播频率，收视人口200多万。

## 历史沿革

### 衢州人民广播电台
1955年12月，衢县有线广播站筹建，次年5月1日正式对城乡广播。站址初设上营街7号，1958年迁至南街35号。1967年，该站改称衢县人民广播站，1981年更名为衢州市人民广播站。1963年衢州广播转播台成立，次年5月开始转播浙江电台节目。
1990年6月，衢州市广播站、衢州市广播转播台合并组建衢州人民广播电台，同年10月1日正式开播。

### 衢州电视台
衢州电视台的前身为衢县电视差转台，1979年10月1日建成，并以6频道、8频道分别转播中国中央电视台和浙江电视台节目，1983年3月试播自办节目。1986年2月7日，衢州电视台正式成立。
2005年，原衢州电视台、衢州人民广播电台等机构组建衢州市广播电视总台。2014年12月9日，在衢州市广播电视总台上成立衢州广电传媒集团。

## 旗下资产

### 电视频道
| 頻道名稱                 | 语言   | 广播格式                    | 啟播時間 | 频道前身                              | 備註                                                       | 備註 |
| 新闻综合频道             | 普通話 | SD: PAL 576i 16:9 HD：1080i |          | 衢州电视台                            | 衢州市第一個无线電視頻道，現時以新聞、時事、專題類節目為主 |      |
| 公共频道（生活娱乐频道） | 普通話 | SD: PAL 576i 16:9 HD：1080i |          | 衢州有线电视台 衢州电视台生活娱乐频道 | 以综艺、娱乐、文化、生活服务类节目为主的政策性電視頻道     |      |

停播频道
- 经济信息频道：开播和停播时间不详。

### 广播频率
| 頻道名稱     | 语言   | 频道频率   | 啟播時間 | 频道前身         | 備註                                                                                         |
| 综合广播     | 普通話 | FM105.3Mhz |          | 衢州人民广播电台 | 以新聞為主，集新聞性、公益性、服務性、監督性為一體的綜合頻率                                 |
| 交通音乐广播 | 普通話 | FM97.5Mhz  |          |                  | 主要為駕車人士服務的頻率，提供路況播報、生活資訊、服務類、文化娛樂新聞、文學、音樂、娛樂節目 |